# ミセス・ハリスの犯罪
『ミセス・ハリスの犯罪』（Mrs. Harris）は、2005年にHBOで製作されたテレビ映画である。

## 概要
本作は『アメリカン・ビューティー』などで知られる演技派女優のアネット・ベニングと、『ガンジー』でアカデミー主演男優賞を受賞したベン・キングズレーが共演した実話を基にした異色作。1980年に実際にアメリカで起きた事件を基にしており、被害者となるハリス夫人の恋人で心臓外科医のハーマン・ターナウアーはかつて『Scarsdale medical diet』という題のダイエット本を執筆し、アメリカ女性から多大な支持を受けていたこともあって当時のメディアからは大々的に取り上げられた。また、被告のジーン・ハリスも名門女子高の校長ということもあり、その異色性もメディアをにぎわせた。主役のアネット・ベニングは次第に精神を病んでいく主人公ジーン・ハリスをユーモラスかつ繊細に演じている。俳優たちの質の高い演技もあり、作品自体高い評価を受けてゴールデン・グローブ賞をはじめプライムタイム・エミー賞 作品賞 (テレビ映画部門)や映画俳優協会賞など数多くの賞にノミネートされた。

## あらすじ
離婚して以来女手一つで2人の息子を育ててきたジーン・ハリス（アネット・ベニング）。子供が出来て以来、毎日が疲れとの戦いでバージニアという土地で教師として平凡な生活を送っていた。ある時、そんなジーンに見かねた友人のマージ（フランシス・フィッシャー）はジーンをニューヨークへ招く。そこでジーンは心臓外科医でプレイボーイな中年男のハーマン・ターナウアー（ベン・キングズレー）と出会う。2人はたちまち意気投合して、ターナウアーはジーンへ婚約を申し込む。ジーンも、そのプロポーズを快く承諾。ところがしばらくしてから、ターナウアーはその婚約を破棄してしまう。そのことがきっかけで徐々に精神的に不安定になっていくジーンは、友人たちの集まる食卓でターナウアーへ罵声を浴びせたり、仕事に支障をきたりはじめて自殺を考え始める。

## スタッフ・キャスト

### キャスト
| 役名                     | 俳優                         |
| ------------------------ | ---------------------------- |
| ジーン・ハリス           | アネット・ベニング           |
| ハーマン・ターナウアー   | ベン・キングズレー           |
| マージ・ジェイコブソン   | フランシス・フィッシャー     |
| レスリー・ジェイコブソン | マイケル・グロス             |
| 判事                     | ローレンス・オドネル         |
| ボーレン検事             | フランク・ホエーリー         |
| リン                     | クロエ・セヴィニー           |
| ヴィヴィアン             | メアリー・マクドネル         |
| アーサー                 | フィリップ・ベイカー・ホール |
| ターナウアーの姉         | クロリス・リーチマン         |
| ターナウアーの元恋人     | エレン・バースティン         |
| ターナウアーの親友       | ジョン・ルービンスタイン     |
| ハリス弁護団の精神科医   | ラリー・ドレイク             |
| ロー医師                 | マイケル・ポール・チャン     |

### スタッフ
- 監督：フィリス・ナジー
- 製作：エリザベス・カールセン、ほか
- 脚本：フィリス・ナジー
- 音楽：アレックス・ワーマン
- 撮影：スティーヴン・B・ポスター
- 編集：カーティス・クレイトン、リー・パーシー